# Mordád
Mordád (perzsa betűkkel مرداد, tudományos átiratban mordâd) az 1925-ben bevezetett, Iránban használatos iráni naptár ötödik hónapja, a második nyári hónap. 31 napos; kezdete többnyire a világszerte használt Gergely-naptár szerinti július 23-ra, utolsó napja pedig augusztus 22-re esik.